# Elizabeth Durack
Pour les articles homonymes, voir Durack et Burrup.
Elizabeth Durack (1915-2000) est une artiste et écrivain australienne. Elle possède un pseudonyme  aborigène du nom d'Eddie Burrup. 

## Biographie

### Enfance
Née à Perth, dans le quartier de Claremont le 6 juillet 1915, elle est la fille du pionnier Michael Patrick Durack (en) (1865 - 1950), de Kimberley et la jeune sœur de l'historienne Mary Durack (en) (1913–1994).
Les deux sœurs furent scolarisées au Loreto Convent (Couvent de Lorette) de Perth, ainsi que dans les stations de bétail de Kimberley, Argyle (en) et Ivanhoe (en). C'est là qu'elles entrèrent en contact avec le peuple Miriwoong dans la région de la rivière Ord. En 1936-37 elles partirent pour l'Europe et Elizabeth étudia à la Chelsea Polytechnic de Londres.

### Eddie Burrup
Sous le nom d'Eddie Burrup sont apparus en 1994 tableaux, photos et textes. Burrup était censé être un travailleur agricole né en 1915 en Australie-Occidentale qui débutait en peinture. Il connut quelques succès vers 1990. 
Mais en mars 1997 elle révéla son identité : elle n'était pas l'aborigène que l'on pensait, mais une femme blanche, et révéla son vrai nom. Elle a affirmé que sa connaissance de la vie aborigène l'autorisait à créer de l'art aborigène par l'intermédiaire de son « alter ego » Eddie Burrup, personnage qui était la fusion de plusieurs aborigènes dans son esprit et qui était l'auteur de ses œuvres. Les critiques aborigènes[Qui ?] furent furieux et la galeriste spécialisée Doreen Mellor se sentit trompée. Durack fut accusée de s'approprier la culture aborigène à des fins commerciales. Elle protesta qu'elle s'exprimait au nom des aborigènes, mais ceux-ci n'apprécièrent pas.
Durack continua à peindre sous le nom d’Eddie Burrup jusqu'à sa mort en mai 2000.  Sa fille, Perpetua Durack Clancy, tint un site web jusqu'à la fin de l'année sous le nom d'Eddie Burrup, avec une note indiquant : « Elizabeth Durack asserts the moral right to be identified as the substituent of Eddie Burrup ».

## Art
Son œuvre est remarquable en raison de sa façon d'y mêler la perception du monde de deux cultures, l'occidentale et l'aborigène.
Elle a travaillé la peinture à l'huile, la gouache, l'encre à la plume pour des paysages et des personnages.
De sa première exposition à Perth en 1946 à l'exposition commémorative posthume de Londres en 2000 elle en fit 65 seule et participa à de nombreuses expositions en groupe. Son style évolua du simple dessin à des créations métaphoriques.